# Apriona vivesi
Apriona vivesi là một loài bọ cánh cứng trong họ Cerambycidae.